# Good to Know
Good to Know è il quarto album in studio della cantante statunitense JoJo, pubblicato il 1º maggio 2020.
L'album è stato pubblicato in quattro versioni differenti e da esso sono stati estratti i singoli Man e What U Need, quest'ultimo contenuto solo nella versione deluxe del disco. Il brano Lonely Hearts è invece uscito solo come singolo promozionale.

## Tracce

### Edizione digitale
1. So Bad – 3:11
2. Pedialyte – 4:06
3. Gold – 2:26
4. Man – 2:53
5. Small Things – 3:24
6. Lonely Hearts – 3:23
7. Think About You – 3:48
8. Comeback (feat. Tory Lanez e 30 Roc) – 2:55
9. Don't Talk Me Down – 3:27

### Edizione fisica
1. Bad Habits (Intro) – 1:09
2. So Bad – 3:11
3. Pedialyte – 4:06
4. Gold – 2:26
5. Man – 2:53
6. Small Things – 3:24
7. Lonely Hearts – 3:23
8. Think About You – 3:48
9. Comeback (feat. Tory Lanez e 30 Roc) – 2:55
10. Don't Talk Me Down – 3:27
11. Proud (Outro) – 3:19

### Edizione deluxe
1. Bad Habits (Intro) – 1:09
2. So Bad – 3:11
3. Pedialyte – 4:06
4. Gold – 2:26
5. Man – 2:53
6. Small Things – 3:24
7. Lonely Hearts – 3:23
8. Think About You – 3:48
9. Comeback (feat. Tory Lanez e 30 Roc) – 2:55
10. Don't Talk Me Down – 3:27
11. Proud (Outro) – 3:19
12. Kiss – 3:09
13. Love Reggae (feat. Tinashe) – 3:27
14. What U Need – 4:08
15. X (1 Thing Wrong) – 3:23
16. In Your Room – 2:56

### Edizione acustica
L'album è stato anche pubblicato in versione acustica il 10 luglio 2020.
1. So Bad (Acoustic) – 3:47
2. Pedialyte (Acoustic) – 3:15
3. Gold (Acoustic) – 2:44
4. Man (Acoustic) – 2:42
5. Small Things (Acoustic) – 3:51
6. Lonely Hearts (Acoustic) – 3:30
7. Think About You (Acoustic) – 4:00
8. Comeback (Acoustic) – 2:46
9. Don't Talk Me Down (Acoustic) – 3:36

## Classifiche
| Classifica (2020) | Posizione massima |
| ----------------- | ----------------- |
| Portogallo        | 22                |
| Stati Uniti       | 33                |